# 63-as busz (Ózd)
Az ózdi 63-as jelzésű autóbuszvonal Somsály, Hódoscsépány, Sajóvárkony, Bánszállás és Center között húzódik, amelyet a MÁV Személyszállítási Zrt. üzemeltet.

## Története
A 63-as helyijárat a Volánbusz Zrt. 2023-as menetrendbeli-változásaiban alakult, mely Ózdnak több településrészét köti össze, Somsálytól kezdve a 25-ös főúton Hódoscsépányon át Sajóvárkonyt, onnan Bánszállást és legvégül Centernél végállomásozik. A buszvonal indításai nem térnek be a városi buszállomásra.
A 2022-ben bevezetett számozási rendszer értelmében a 63-as jelzés a központ és Somsály közötti 6-os és a központ és Center közötti 3-as buszok összevont járatát jelöli, a 63-asok üzemidején kívül ezen járatok vehetőek igénybe.

## Útvonala
| Somsály – Center | Ellentétes irányban nem közlekedik. |
| --- | ----------------------------------- |
| Somsály, autóbusz-forduló ➝ Akna utca ➝ Somsály út ➝ Deák út ➝ Csépány út ➝ Vasvár út ➝ Munkás út ➝ Gyár utca ➝ Akácos út ➝ Mekcsey István út ➝ Dobó István utca ➝ Kovács-Hagyó Gyula út ➝ Bánszállási út ➝ Center út ➝ Center, autóbusz-forduló | Ellentétes irányban nem közlekedik. |

## Közlekedése
Az autóbuszjáratok csak hétvégente közlekednek a nap folyamán, egy irányban. Ekkor több somsályi és centeri járatot vonnak össze.
| Viszonylat                               | Indításszám | Közlekedési rend |
| ---------------------------------------- | ----------- | ---------------- |
| Somsály, aut. ford. ➝ Center, aut. ford. | 4 oda       | hétvégente       |

### Járművek
Az autóbuszvonalon kizárólag szóló autóbuszok ingáznak, melyek legtöbbje Ikarus V134 és Volvo típusú gépjárművek, de alkalmanként helyközi forgalomban részt vevőek is megfordulnak.

## Megállóhelyei
| 0  | Somsály, autóbusz-forduló végállomás | 0.0 km  | 0  | 6, 68, 76                                                                                           |
| 1  | Somsály, Vörösmarty utca             | 0.7 km  | 1  | 6, 26, 68, 76                                                                                       |
| 2  | Somsály, Akna utca 10.               | 1.3 km  | 2  | 6, 26, 68, 76                                                                                       |
| 3  | Somsály, Erzsébet-telep              | 1.9 km  | 3  | 6, 26, 68, 76                                                                                       |
| 4  | Hódoscsépány, Deák Ferenc út 108.    | 2.7 km  | 4  | 6, 26, 68, 76                                                                                       |
| 5  | Somsályi elágazás                    | 3.6 km  | 6  | 6, 26, 68, 76 1031, 1034, 1051 3770, 4180, 4185                                                     |
| 6  | Hódoscsépány, élelmiszerbolt         | 4.5 km  | 8  | 6, 26, 68, 76 1031, 1034, 1051, 1384 3770, 4180, 4185                                               |
| 7  | Lam út                               | 5.2 km  | 10 | 6, 26, 68, 76                                                                                       |
| 8  | Béke szálló                          | 5.5 km  | 11 | 6, 26, 68, 76 3770, 4180, 4185                                                                      |
| 9  | Bolyki elágazás                      | 6.0 km  | 12 | 2, 2A, 6, 12, 20, 20A, 21, 23, 26, 68, 76 1031, 1034, 1051, 1369, 1384 3770, 4102, 4180, 4185, 4186 |
| 10 | Városháztér                          | 6.6 km  | 13 | 2, 2A, 6, 12, 20, 20A, 21, 23, 26, 68, 76 1369, 1384 3770, 4102, 4180, 4185, 4186                   |
| 11 | Gyujtó tér                           | 7.2 km  | 15 | 2, 2A, 4, 6, 7, 8, 12, 20, 20A, 21, 23, 26, 47, 68, 74, 76, 78 4102                                 |
| 12 | Olvasó Egyesület                     | 7.9 km  | 16 | 3 4147, 4148, 4150, 4151, 4155                                                                      |
| 13 | Sajóvárkonyi elágazás                | 8.9 km  | 18 | 3, 23 4147, 4148, 4150, 4151, 4155                                                                  |
| 14 | Mekcsey István út 59.                | 9.5 km  | 19 | 3, 23                                                                                               |
| 15 | Sajóvárkony, posta                   | 10.1 km | 20 | 3, 23 4147, 4148, 4150, 4151, 4155                                                                  |
| 16 | Sajóvárkony, AMK                     | 10.5 km | 21 | 3, 23 4147, 4148, 4150, 4151, 4155                                                                  |
| 17 | Bánszállási elágazás                 | 11.0 km | 22 | 3, 23 4147, 4148, 4150, 4151, 4155                                                                  |
| 18 | Kovács-Hagyó Gyula út 70.            | 11.7 km | 23 | 3, 23                                                                                               |
| 19 | Vízművek                             | 12.3 km | 24 | 3, 23                                                                                               |
| 20 | ÓAM Kft.                             | 12.7 km | 25 | 3, 23                                                                                               |
| 21 | Bánszállás, bejárati út              | 14.2 km | 27 | 3, 23                                                                                               |
| 22 | Centeri út 65.                       | 15.4 km | 29 | 3, 23                                                                                               |
| 23 | Center, autóbusz-forduló végállomás  | 15.8 km | 30 | 3, 23                                                                                               |